# تیم ملی والیبال مردان مراکش
تیم ملی والیبال مردان مراکش تیم ملی والیبال مردان کشور مراکش است.